# Káčov (Jičínská pahorkatina)
Káčov (351 m n. m.) je vrch v okrese Mladá Boleslav Středočeského kraje. Leží asi 2,5 kilometrů severně od Mnichova Hradiště. Na svazích leží jeho místní části Sychrov a Podolí, do jejichž katastrálních územích vrch spadá. Malá severozápadní část vrchu nad Sychrovem, obsahující charakteristický skalní útvar, je součástí přírodní památky Vrch Káčov.

## Popis

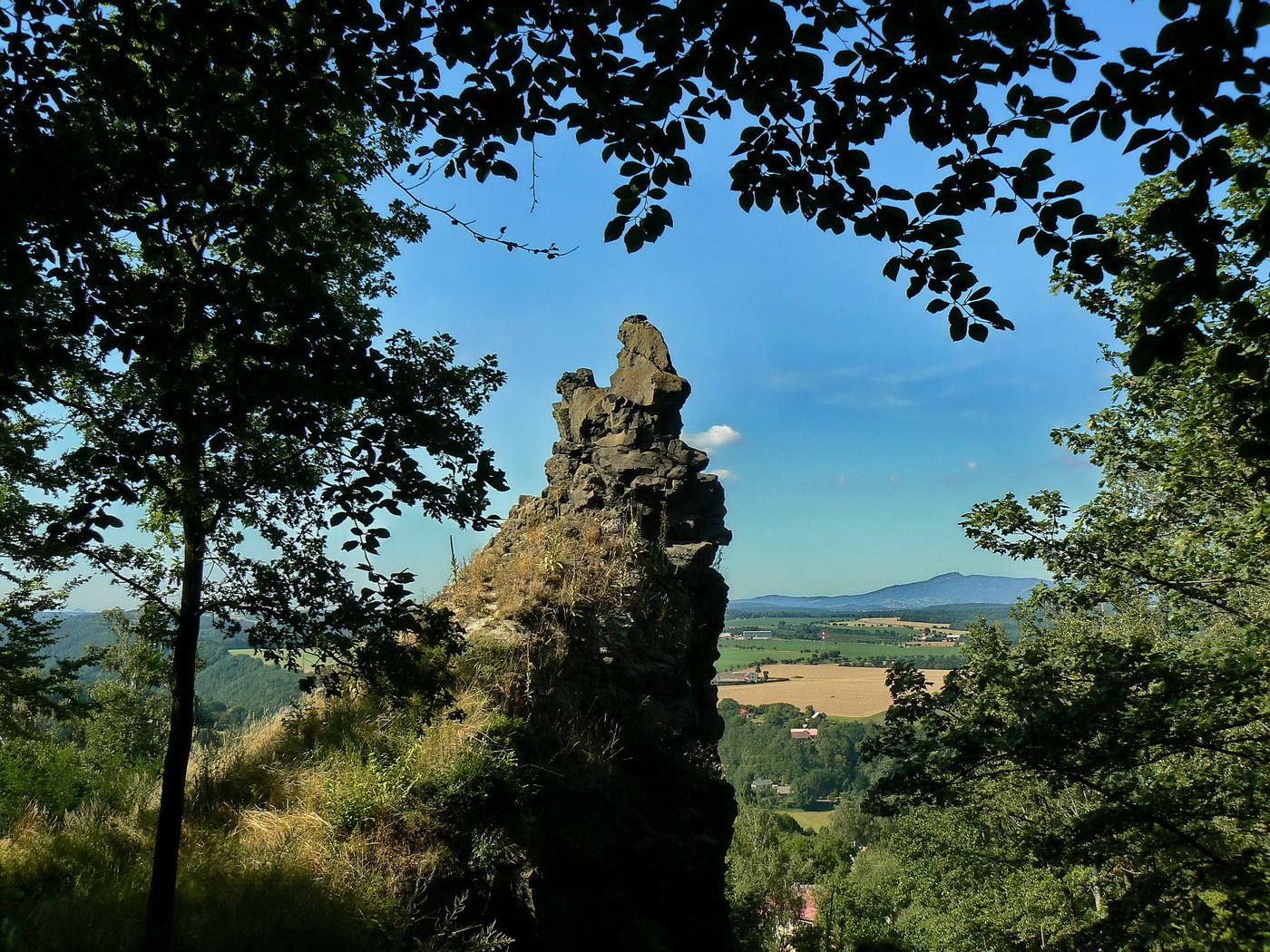
Skalní suk Káčov, v dáli Ještěd

Je to suk tvaru nesouměrného krátkého hřbetu směru severozápad–jihovýchod s příkřejšími severovýchodními svahy. Vrch se zvedá nad levým svahem údolí Jizery naproti soutoku s Mohelkou a je porostlý smíšeným lesem s duby, habry a břízami. Na jižním svahu les vybíhá do výrazně prodlouženého cípu. U vrcholu kopce zabírá značný prostor soukromý pozemek jisté firmy, obsahující telekomunikační věž a fotovoltaickou elektrárnu. Z různých míst kopce jsou výhledy téměř do všech stran.

## Historie ochrany lokality
Chráněné území na Káčově má bohatou tradici. Již v roce 1950 byla zřízena přírodní rezervace Káčov obsahující mnohem větší území, avšak vyjma území budoucí přírodní památky. I přes svůj přírodovědný význam byla rezervace v roce 1965 zrušena. Mezitím roku 1953 ale vznikla dosavadní PP Vrch Káčov. Zajímavostí je, že již roku 1925 přidělil Státní pozemkový úřad v Praze vrch Káčov katastru obce Sychrov do správy odboru Klubu českých turistů v Mnichově Hradišti. Jedná se tedy svým způsobem o jednu z nejstarších rezervací v České republice.

## Geologie

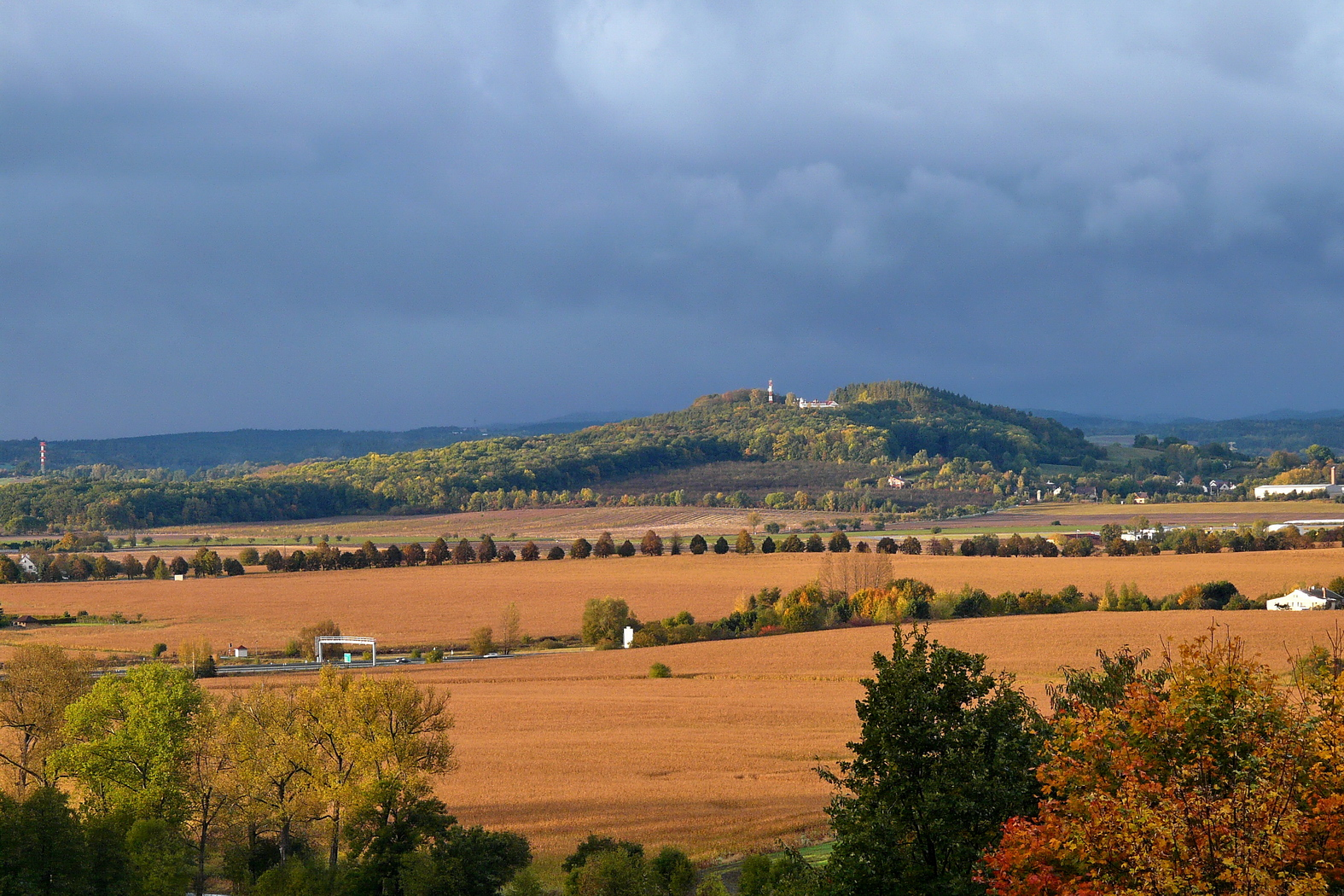
Káčov ze svahu Horky u Mnichova Hradiště

Dnešní chráněný skalní útvar vznikl, když v třetihorách pronikla žíla čediče (olivinický nefelinit) křídovými sedimenty jílovců a pískovců. Kontaktní metamorfózou s žhavým magmatem byly jílovce přeměněny v porcelanit a pískovce vytvořily kdysi proslulý kačovák – extrémně lehký, porézní pískovec. Ten se používal speciálně na vodní stavby (jezy apod.). Dlouhodobá eroze vytvořila bizarní strmý útvar, který ještě dovršila novodobá lomová těžba, strukturně tím odhalující geologické složení tělesa. V minulém století se zde těžil jak čedič, který je do značné míry vytěžen, tak i kačovák. Dnes jsou lomy opuštěny. Vlastní vulkanické těleso představuje podpovrchovou facii přívodní dráhy izolovaného monogenetického vulkánku. Je tvořena brekcií přívodní dráhy a kompaktním přívodem.

## Geomorfologické zařazení
Vrch spadá do geomorfologického celku Jičínská pahorkatina, podcelku Turnovská pahorkatina, okrsku Mnichovohradišťská kotlina a podokrsku Bakovská kotlina, jejíž je samostatnou geomorfologickou částí.

## Horolezecká lokalita
Vrcholové partie Káčova, konkrétně jeho 20 metrů vysoká severní stěna, jsou evidovány jako horolezecká lokalita. Je zde vyznačeno 7 lezeckých cest o obtížnosti 2 – 4, skála je však značně lámavá.

## Přístup
Přes vrch prochází zelená turistická trasa z Mnichova Hradiště přes Sychrov a blízkou zříceninu zámku Zásadka. Přístup je možný i z Podolí.

## Související článek
- PP Vrch Káčov